# Oneirodes whitleyi
Oneirodes whitleyi is een straalvinnige vissensoort uit de familie van armvinnigen (Oneirodidae). De wetenschappelijke naam van de soort is voor het eerst geldig gepubliceerd in 1983 door Bertelsen & Pietsch.